# Человек-оркестр (мультфильм)
«Человек-оркестр» (англ. One Man Band) — короткометражный анимационный фильм студии Pixar 2005 года. Впервые был показан аперитивом к полнометражному фильму «Тачки». Премьера состоялась на 29-м фестивале анимационных фильмов в Анси (Франция).
Как и во многих других короткометражках от Pixar, в «Человеке-оркестре» диалоги по большей части заменены использованием музыки и пантомим.

## Сюжет
Пустынная площадь какого-то итальянского городка. Одинокий уличный музыкант незатейливо исполняет «Йожин с бажин» на инструменте, представляющим собою своеобразное объединение других музыкальных инструментов. Его металлическая чашка для денег абсолютно пуста. Но вдруг появляется маленькая девочка с большой золотой монетой и хочет кинуть её в фонтан. Музыкант не может упустить такую возможность и всеми силами привлекает внимание девочки, которая уже готова опустить свою монетку в чашку. Но тут на другой стороне площади появляется другой уличный музыкант с собственным аналогичным музыкальным инструментом, который явно привлекает девочку больше и играет «Валенки». Между музыкантами разворачивается борьба за внимание маленькой слушательницы, а соответственно и за золотую монетку.
Загнанная излишним вниманием к себе в угол, девочка зажимает уши и теряет монетку, и та закатывается в водосток. Расстроенная этой потерей, девочка требует у музыкантов монетку взамен, а так как у них её не находится, она требует скрипку от музыкального инструмента второго музыканта и, после того, как первый музыкант отламывает скрипку со смычком у второго, начинает играть сама. Мастерски исполнив произведение, она получает от прохожего мешок золотых монет и предлагает две монетки музыкантам. Но не успели они обрадоваться, как она бросает обе монетки в фонтан.
После титров следует сцена, где музыканты посреди ночи пытаются добраться до монет.

## Факты
- Скрипачи, сыгравшие мелодии за второго музыканта и девочку — Клайтон Хэслоп и Марк Робертсон.
- 31 января 2006 года фильм был номинирован на премию Академии за лучший короткометражный анимационный фильм, но проиграл мультфильму «Луна и сын: Воображаемые беседы».